# Сінт-Анналанд
Сінт-Анналанд (нід. Sint-Annaland) — село в нідерландській провінції Зеландія. Входить до муніципалітету Толен.
Його площа — 14,29 км², а населення станом на 2021 рік становило 3785 осіб.
Перша згадка про населений пункт датується 1493 роком.
До 1971 року мало статус окремого муніципалітету.

## Галерея

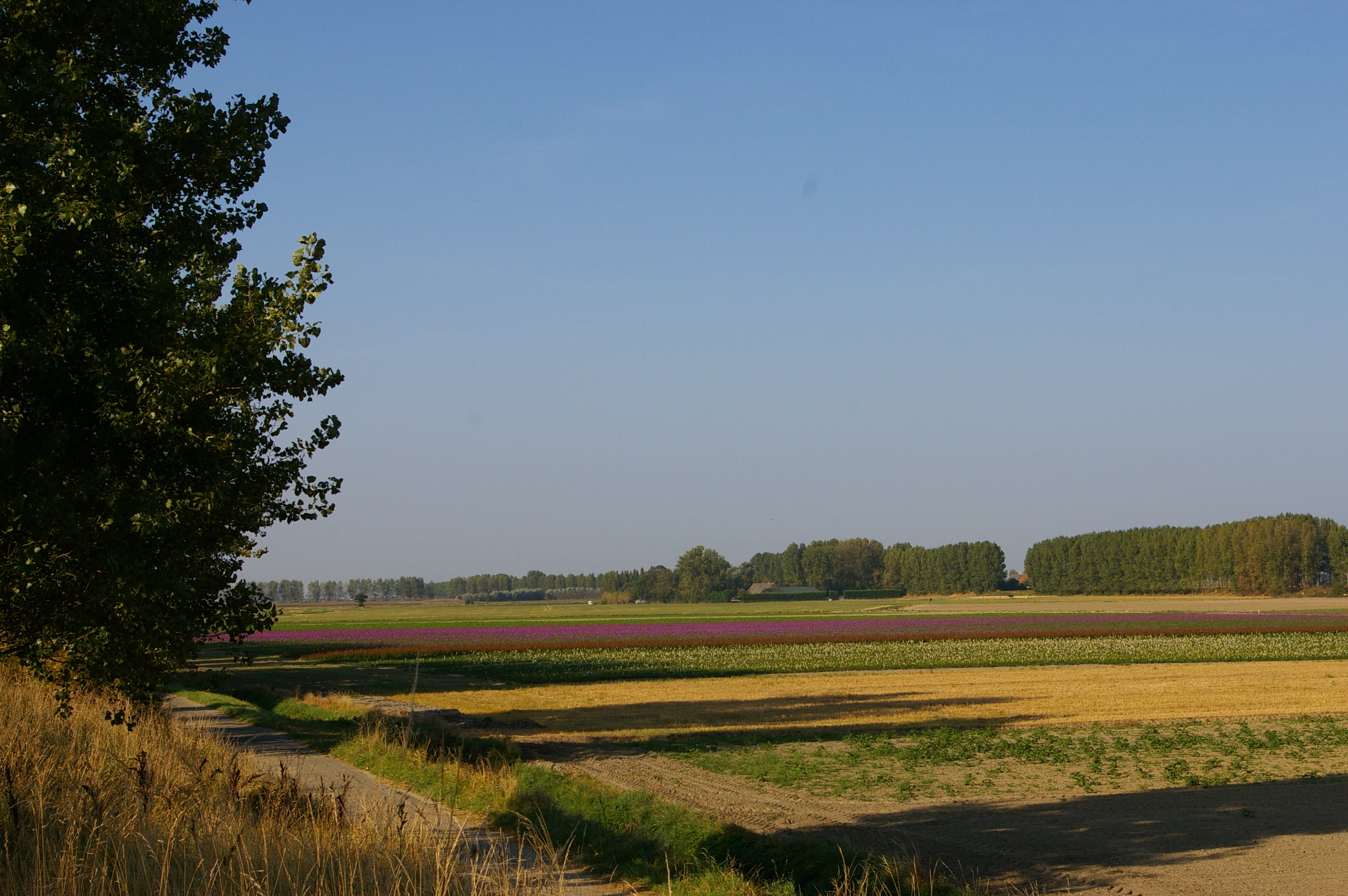
Поля навколо села
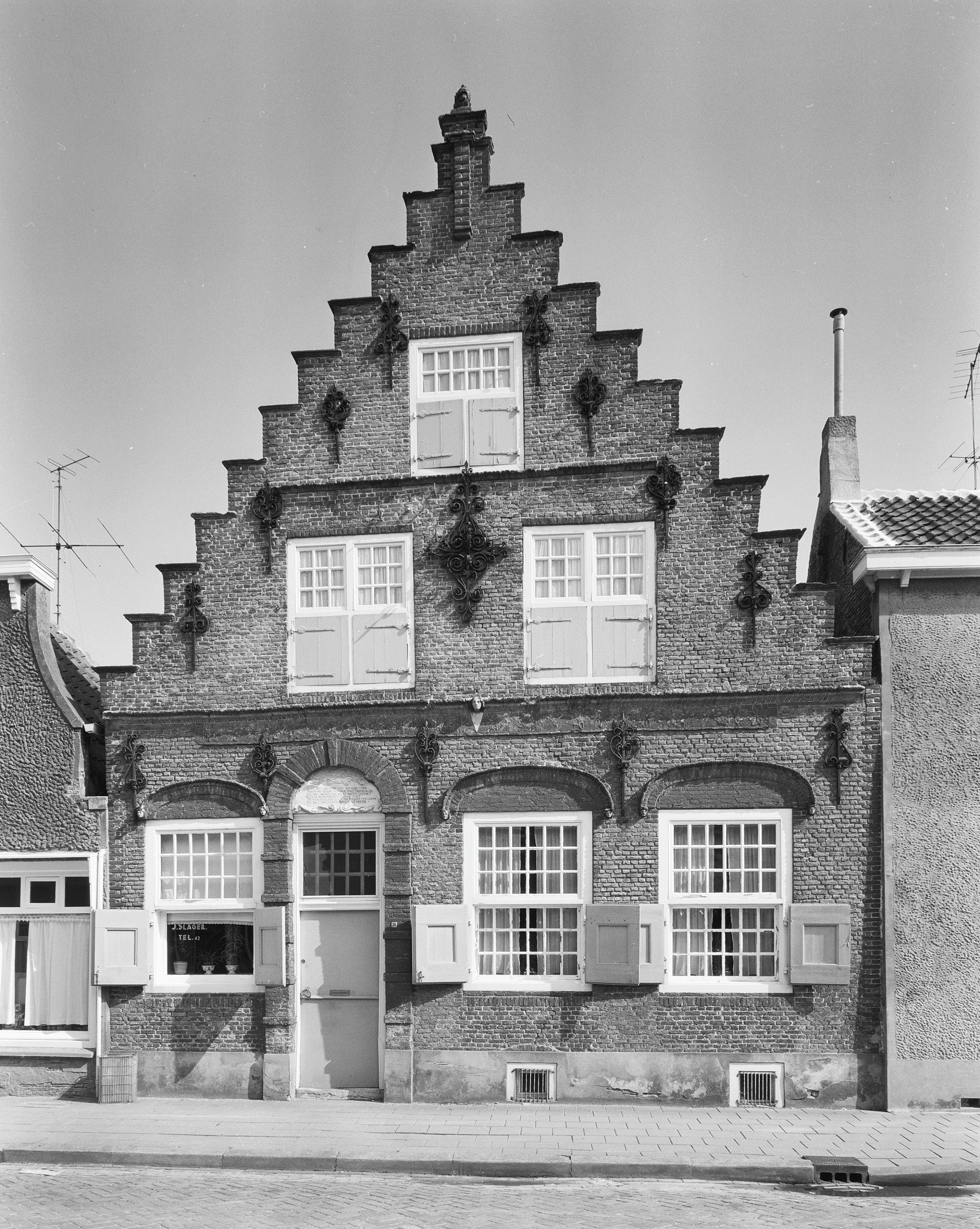
Будівля колишньої мерії (1966)